# Gabriela Gajanová
Gabriela Gajanová, född 12 oktober 1999 i Liptovský Mikuláš i Žilinský kraj, är en slovakisk medeldistanslöpare som specialiserar sig på 800 meter. 

## Karriär
Gabriela Gajanová började springa när hon var elva år gammal, efter att tidigare ha spelat fotboll. Senare började hon med både friidrott och terränglöpning. Hennes första löptävling sprang hon i grannbyn Liptovská Ondrašová och vann den trots ringa erfarenhet.
Gajanová påbörjade sin riktiga elitsatsning 2015 och har haft stora framgångar på juniornivå med flera medaljer från U20- och U23-sammanhang, dock aldrig något guld. Hon tog brons på junioreuropamästerskapen i Grosseto 2017 och en fjärdeplats på Juniorvärldsmästerskapen i friidrott 2018 ett år senare i Tammerfors. Även på svensk mark i Gävle under U23-europamästerskapen i friidrott 2019 blev hon fyra. Hon gjorde sitt första olympiska spel 2021 i Tokyo, men tog sig inte vidare från försöken och slutade på artonde plats efter att tiderna räknats samman.
Gajanová tog ett något överraskande silver vid Europamästerskapen i friidrott i Rom 2024. Efter att inte ha varit bland toppen i försöksheaten men ändå lyckats ta sig vidare kom hon starkt på upploppet och var nära att spurta ner förhandsfavoriten Keely Hodgkinson. Tiden blev 1.58,79. Hennes personbästa i grenen var bara en hundradel bättre, vilket sattes vid en gala i Bellinzona i Schweiz den fjärde september 2023 och lyder 1.58,78. Med den tiden kvalade hon även in för deltagande i olympiska sommarspelen 2024.

## Övrigt
Parallellt med friidrottskarriären studerar Gajanová på universitet.